# 泰勒·希克斯
泰勒·魯本·希克斯（英語：Taylor Reuben Hicks，1976年10月7日—），美國創作歌手和音樂家。泰勒在他還是青少年時就開始成為一個音樂家，而且在美國東南部演出，還出版了兩張獨立專輯。他在2006年勝出了第五季的《美國偶像》。在勝出比賽後泰勒和Arista Records簽約，在2006年12月12日發行了第一張正式的同名專輯。泰勒主要演唱的風格主要是藍調和R&B的風格。此外，泰勒在美國偶像比賽期間常常喊“Soul Patrol”（靈魂巡邏），意思是指他的支持者。

## 生平

### 早年生活
泰勒在阿拉巴馬州伯明罕出生，生父是布里特·希克斯，生母是柏米娜·迪金森·希克斯。當泰勒是幼兒時頭髮是金色的。他青少年時代時，頭髮轉變為深啡色，由13歲開始泰勒的頭髮漸漸變灰白。他8歲時隨家人搬到阿拉巴馬州的郊區。生父母在他8歲時離婚，之後他的牙醫的父親布里特·希克斯和繼母琳達任泰勒的監護人直到他成年。泰勒在沒有多少幸福的童年歲月裡，就依靠一些靈魂樂音樂和藍調音樂長大。他有一位年幼的同父異母弟弟尚安，尚安鼓勵泰勒參加《美國偶像》。
當泰勒還是五歲的時候，他常對著陌生人唱Kenny Rogers或米高·積遜的歌曲他初次接觸口琴在16歲的時候，是他在跳蚤市場發現的。後來他自學了一點豎琴。泰勒在18歲時作了第一首歌曲《In Your Time》，他還在19歲時自學了吉他。
泰勒在當地的一間高中讀書，他讀書時期是棒球、足球和籃球的學校代表隊。他當時有打算當職業籃球手。大學時主修商業學科，但一年後便因缺乏興趣而休學。

## 音樂事業

### 早年事業
當他入讀大學後，泰勒是樂團Passing Through的一員，之後他退出了並自組樂團。他在1997年錄製第一張專輯《In Your Time》，這張專輯收錄了全部的錄音室和現場作品。他在2000年搬到田納西州的納什維爾，並繼續他的音樂事業。他在當地和有豐富經驗的節奏藍調靈魂大師Percy Sledge和Billy Earl McClelland學習音樂，而且錄製了三首樣本唱片，可是找不到唱片公司和他簽約。他在一年後因為市場飽和而離開了納什維爾。泰勒回到阿拉巴馬州，開始當起音樂人，而且在美國東南部的不同地方表演。他2004年時亦在全國運動汽車競賽協會期間，在Talladega Superspeedway演出過。在泰勒勝出《美國偶像》後，賽車手David Stremme說很想泰勒能重回那兒再表演。
2005年，泰勒自行製作並錄製了第二張專輯《Under the Radar》。儘管在參加《美國偶像》前已經推出了兩張專輯，他並沒有違反參賽者的比賽規定，因為他沒有得到過唱片合約。

### 美國偶像
泰勒在10月10日參與《美國偶像》在拉斯維加斯舉辦的海選。他原本打算在田納西州孟菲斯參加海選，但該市的海選因為要容納受颶風襲擊的災民救濟工作而取消了。颶風卡特里娜打來的前一晚，泰勒在路易斯安那州新奧爾良參加在奧本大學認識的好朋友的婚禮。當泰勒離開時，泰勒打電話給西北航空公司，告訴他們他遇上了颶風，因為這樣航空公司給了泰勒一張去拉斯維加斯的免費機票，就這樣他便飛往拉斯維加斯參加海選。泰勒通過了評判蘭迪·傑克遜和寶拉·阿巴杜的一關，但未通過西門·考爾的一關，西門更說泰勒不能進入決賽。但泰勒第一次的演出證明了西門說的話錯了。
在2006年5月10日，宣佈三強結果，泰勒、艾利諾·也門和凱薩琳·麥菲進入了三強的比賽。5月12日，泰勒隨《美國偶像》的製作人回到伯明翰進行週末宣傳活動，包括：當地福克斯旗下電視採訪、市中心遊行、音樂會、與支持者和省長鮑勃·賴利見面。5月12日宣告成立「泰勒·希克斯日」、泰勒成為城市關鍵人物。州長於五月十二日發表一份文告作出5月16日為「泰勒·希克斯日」。
泰勒在2006年5月24日成為了新一任的美國偶像，擊敗凱薩琳·麥菲，而且大結局一集收到超過六千萬張投票。全世界超過二億人透過電視目睹冠軍產生過程。他以29歲之齡勝出比賽，泰勒成為年紀最大的《美國偶像》冠軍。他是第五位南方人贏得《美國偶像》、繼第二季的冠軍魯本·史坦德後第二位來自阿拉巴馬州伯明罕的冠軍，亦是第四位能進入決賽的當地人，泰勒亦是首位勝出的白人男性。泰勒是第二位冠軍沒有一次進入過倒數三人的記錄，對上兩位是第一季的冠軍凱莉·克萊森和第四季冠軍卡麗·安德伍。
2006年6月，《美國偶像》最大的贊助商福特汽車簽約泰勒為公司代言人。泰勒亦被人物雜誌點為2006年最性感單身男士，並出現在封面。

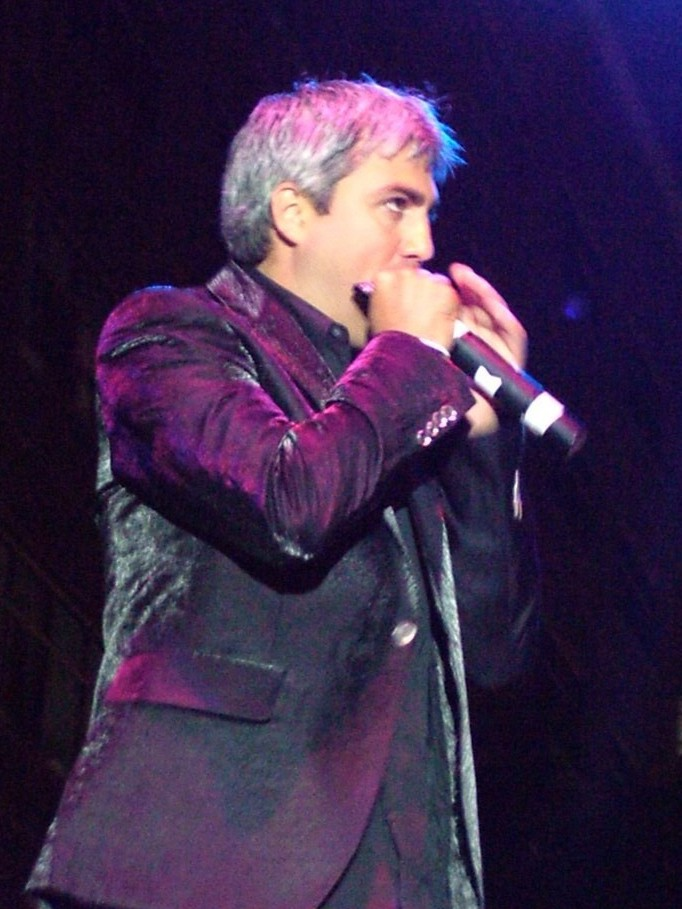
泰勒在《美國偶像現場!巡迴》上吹口琴

### 美國偶像過後
2006年5月，泰勒和Arista Records與《美國偶像》創始人Simon Fuller管理的經紀公司19Recordings Unlimited簽約。泰勒首發單曲《為我喝采》甫推出即登上告示牌熱門100的第一位，成為告示牌史上第14首空降冠軍單曲。且獲RIAA認證為金唱片。
泰勒在Snoop Dogg、Widespread Panic和Willie Nelson等人的演唱會出客串演出。泰勒亦和《美國偶像》第五季的頭十位參賽者一同參與《美國偶像現場!巡迴》，巡迴由七月至九月舉行。泰勒過往的一支樂團重組並改名為Little Memphis Blues Orchestra，而且尾隨《美國偶像》巡迴演出。泰勒偶爾出現為特邀嘉賓，在情況允許，有時一些偶像如艾利諾·葉門、克里斯·道卓爾和巴基亦一同參與。
8月，泰勒收到75萬美元的酬勞寫一本關於他的自傳，預計在2007年推出。這本書會由滾石雜誌的作家David Wild代筆。同一個月內，泰勒的律師控告一名來自納什維爾的製作人，在未經允許下再發佈泰勒在1997年的版權歌曲。這控告當雇主送交泰勒時被取消了。

泰勒首發同名專輯封面

### 2006-2007:泰勒·希克斯
首張專輯《泰勒·希克斯》的錄音工作在2006年10月至11月之期在加州進行，歷時製作共六個星期。這張專輯在2006年12月12日發行，在告示牌熱門200排行榜登上第二位。在2007年1月17日被RIAA認證為白金唱片。泰勒將進行歷時五個月的美國專輯宣傳行程，在2月21日於佛羅里達州傑克遜維爾開始，並在5月12日於華盛頓的西雅圖完結。
泰勒應用像現代音樂家的方式，利用互聯網作為宣傳的媒介。2006年10月下旬，rehearsals.com開始每週更新泰勒的練習錄影帶。11月，支持者博客Gray Charles和泰勒及他的管理團隊簽約，Gray Charles成為泰勒的正式日誌。泰勒每周都張貼一些音頻podcast和提供參加美國偶像前的歌曲在Gray Charles上。12月時，泰勒成為第一位在影片網站 GoFish 上進行藝人音訊節目的藝人。

## Soul Patrol
泰勒的支持者群被稱為“Soul Patrol”（靈魂巡邏）。從泰勒海選播放的那集，支持者已經出現了，但是“Soul Patrol”的由來很難再追溯了。希克斯常常在演唱後說“Soul Patrol”。在泰勒勝出後，瑞安·斯里克斯問他有什麼話想說，希克斯就大喊：Soul Patrol!
在美國偶像在阿拉巴馬州推廣活動期間，泰勒徵召省長鮑勃·賴利和他的夫人加入Soul Patrol。美國國務卿賴斯亦對泰勒很感興趣，賴斯亦是在阿拉巴馬州出生和長大。賴斯看了《美國偶像》大結局後，她寫了一封恭喜的信件去恭喜泰勒的勝出。泰勒亦得到美國總統小布希的尊敬。

## 音樂作品

### 專輯
- 《In Your Time》 (1997)
- 《Under the Radar》 (2005)
- 《Taylor Hicks》 (2006)

### 單曲
- 《Do I Make You Proud》 (2006)
- 《Just to Feel That Way》 (2007)

## 相關
- 美國偶像
- 凱薩琳·麥菲

## 外部連結
- Taylor Hicks Official Site （页面存档备份，存于）
- Taylor Hicks在互联网电影资料库（IMDb）上的資料（英文）
- Taylor Hicks的MySpace主頁